# Giuseppe Bruno (Kardinal)

Kardinalswappen von Giuseppe Bruno

Giuseppe Kardinal Bruno (* 30. Juni 1875 in Sezzadio, Provinz Alessandria, Italien; † 10. November 1954 in Rom) war ein italienischer Kurienkardinal der römisch-katholischen Kirche.

## Leben
Giuseppe Bruno studierte Katholische Theologie, Rechtswissenschaften und Kirchenrecht und empfing am 10. April 1898 die Priesterweihe für die Diözese Acqui.
1924 wurde Giuseppe Bruno von Papst Pius XI. zum Sekretär der Päpstlichen Kommission für die Interpretation von Gesetzestexten ernannt, 1930 wechselte er als Sekretär zur Konzilskongregation.
Am 18. Februar 1946 nahm ihn Pius XII. als Kardinaldiakon mit der Titeldiakonie Sant’Eustachio in das Kardinalskollegium auf. 1949 ernannte der Pontifex Kardinal Bruno zum Präfekten der Konzilskongregation, eine Funktion, die dieser bis 1954 bekleidete. Am 20. März 1954 übertrug ihm der Papst das Amt des Präfekten der Apostolischen Signatur und zugleich des Präfekten der Päpstlichen Kommission für die Interpretation von Gesetzestexten. Beide Ämter hatte Giuseppe Bruno bis zu seinem Tode inne.